# Llista d'espècies de hàhnids
Aquesta és la llista d'espècies de hàhnids, una família d'aranyes araneomorfes descrita per primera vegada per Philipp Bertkau l'any 1878. Conté la informació recollida fins al 31 d'agost del 2006 i hi ha citats 26 gèneres i 235 espècies; el gènere amb més espècies és Hahnia amb 94, i Calymmaria amb 31 espècies.
La seva distribució és força extensa per Europa, Àfrica, gran part d'Àsia, d'Amèrica (nord, centre i alguna zona del sud), i algunes zones d'Oceania.

## Gèneres i espècies

### Alistra
Thorell, 1894
- Alistra astrolomae (Hickman, 1948) (Tasmània)
- Alistra berlandi (Marples, 1955) (Samoa)
- Alistra centralis (Forster, 1970) (Nova Zelanda)
- Alistra inanga (Forster, 1970) (Nova Zelanda)
- Alistra longicauda Thorell, 1894 (Sumatra)
- Alistra mangareia (Forster, 1970) (Nova Zelanda)
- Alistra mendanai Brignoli, 1986 (Illes Solomon, Reunion)
- Alistra myops (Simon, 1898) (Filipines)
- Alistra napua (Forster, 1970) (Nova Zelanda)
- Alistra opina (Forster, 1970) (Nova Zelanda)
- Alistra personata Ledoux, 2004 (Reunion)
- Alistra pusilla (Rainbow, 1920) (Illa Lord Howe)
- Alistra radleyi (Simon, 1898) (Sri Lanka)
- Alistra reinga (Forster, 1970) (Nova Zelanda)
- Alistra stenura (Simon, 1898) (Sri Lanka)
- Alistra sulawesensis Bosmans, 1992 (Sulawesi)
- Alistra taprobanica (Simon, 1898) (Sri Lanka)
- Alistra tuna (Forster, 1970) (Nova Zelanda)

### Amaloxenops
Schiapelli & Gerschman, 1958
- Amaloxenops palmarum (Schiapelli & Gerschman, 1958) (Argentina)
- Amaloxenops vianai Schiapelli & Gerschman, 1958 (Argentina)

### Antistea
Simon, 1898
- Antistea brunnea (Emerton, 1909) (EUA, Canadà)
- Antistea elegans (Blackwall, 1841) (Europa, Rússia)
  - Antistea elegans propinqua (Simon, 1875) (França)

### Asiohahnia
Ovtchinnikov, 1992
- Asiohahnia alatavica Ovtchinnikov, 1992 (Kazakhstan, Kirguizstan)
- Asiohahnia dzhungarica Ovtchinnikov, 1992 (Kazakhstan)
- Asiohahnia ketmenica Ovtchinnikov, 1992 (Kazakhstan)
- Asiohahnia longipes Ovtchinnikov, 1992 (Kirguizstan)
- Asiohahnia spinulata Ovtchinnikov, 1992 (Kirguizstan)

### Austrohahnia
Mello-Leitão, 1942
- Austrohahnia praestans Mello-Leitão, 1942 (Argentina)

### Calymmaria
Chamberlin & Ivie, 1937
- Calymmaria alleni Heiss & Draney, 2004 (EUA)
- Calymmaria aspenola Chamberlin & Ivie, 1942 (EUA)
- Calymmaria bifurcata Heiss & Draney, 2004 (EUA)
- Calymmaria californica (Banks, 1896) (EUA)
- Calymmaria carmel Heiss & Draney, 2004 (EUA)
- Calymmaria emertoni (Simon, 1897) (EUA, Canadà)
- Calymmaria farallon Heiss & Draney, 2004 (EUA)
- Calymmaria gertschi Heiss & Draney, 2004 (EUA)
- Calymmaria humboldi Heiss & Draney, 2004 (EUA)
- Calymmaria iviei Heiss & Draney, 2004 (EUA)
- Calymmaria lora Chamberlin & Ivie, 1942 (EUA)
- Calymmaria minuta Heiss & Draney, 2004 (EUA)
- Calymmaria monicae Chamberlin & Ivie, 1937 (EUA)
- Calymmaria monterey Heiss & Draney, 2004 (EUA)
- Calymmaria nana (Simon, 1897) (EUA, Canadà)
- Calymmaria orick Heiss & Draney, 2004 (EUA)
- Calymmaria persica (Hentz, 1847) (EUA)
- Calymmaria rosario Heiss & Draney, 2004 (Mèxic)
- Calymmaria rothi Heiss & Draney, 2004 (EUA)
- Calymmaria scotia Heiss & Draney, 2004 (EUA)
- Calymmaria sequoia Heiss & Draney, 2004 (EUA)
- Calymmaria shastae Chamberlin & Ivie, 1937 (EUA)
- Calymmaria sierra Heiss & Draney, 2004 (EUA)
- Calymmaria similaria Heiss & Draney, 2004 (EUA)
- Calymmaria siskiyou Heiss & Draney, 2004 (EUA)
- Calymmaria sueni Heiss & Draney, 2004 (EUA)
- Calymmaria suprema Chamberlin & Ivie, 1937 (EUA, Canadà)
- Calymmaria tecate Heiss & Draney, 2004 (Mèxic)
- Calymmaria tubera Heiss & Draney, 2004 (EUA)
- Calymmaria virginica Heiss & Draney, 2004 (EUA)
- Calymmaria yolandae Heiss & Draney, 2004 (EUA)

### Cryphoeca
Thorell, 1870
- Cryphoeca angularis Saito, 1934 (Japó)
- Cryphoeca brignolii Thaler, 1980 (Suïssa, Itàlia)
- Cryphoeca carpathica Herman, 1879 (Europa Oriental)
- Cryphoeca exlineae Roth, 1988 (EUA)
- Cryphoeca lichenum L. Koch, 1876 (Alemanya, Àustria)
  - Cryphoeca lichenum nigerrima Thaler, 1978 (Alemanya, Àustria)
- Cryphoeca montana Emerton, 1909 (EUA, Canadà)
- Cryphoeca nivalis Schenkel, 1919 (Suïssa, Àustria, Itàlia)
- Cryphoeca pirini (Drensky, 1921) (Bulgària, Turquia)
- Cryphoeca silvicola (C. L. Koch, 1834) (Paleàrtic)
- Cryphoeca thaleri Wunderlich, 1995 (Turquia)

### Cryphoecina
Deltshev, 1997
- Cryphoecina deelemanae Deltshev, 1997 (Montenegro)

### Cybaeolus
Simon, 1884
- Cybaeolus delfini (Simon, 1904) (Xile)
- Cybaeolus pusillus Simon, 1884 (Xile, Argentina)
- Cybaeolus rastellus (Roth, 1967) (Xile)

### Dirksia
Chamberlin & Ivie, 1942
- Dirksia cinctipes (Banks, 1896) (EUA, Alaska)
- Dirksia pyrenaea (Simon, 1898) (França)

### Ethobuella
Chamberlin & Ivie, 1937
- Ethobuella hespera Chamberlin & Ivie, 1937 (EUA)
- Ethobuella tuonops Chamberlin & Ivie, 1937 (EUA, Canadà)

### Hahnia
C. L. Koch, 1841
- Hahnia abrahami (Hewitt, 1915) (Sud-àfrica)
- Hahnia alini Tikader, 1964 (Nepal)
- Hahnia arizonica Chamberlin & Ivie, 1942 (EUA, Alaska)
- Hahnia banksi Fage, 1938 (Costa Rica, Panamà)
- Hahnia barbara Denis, 1937 (Algèria)
- Hahnia barbata Bosmans, 1992 (Sulawesi)
- Hahnia benoiti Bosmans & Thijs, 1980 (Kenya)
- Hahnia breviducta Bosmans & Thijs, 1980 (Kenya)
- Hahnia caeca (Georgescu & Sarbu, 1992) (Romania)
- Hahnia caelebs Brignoli, 1978 (Bhutan)
- Hahnia Camerunensis Bosmans, 1987 (Camerun)
- Hahnia candida Simon, 1875 (Europa, Àfrica del Nord, Israel)
- Hahnia cervicornata Wang & Zhang, 1986 (Xina)
- Hahnia chaoyangensis Zhu & Zhu, 1983 (Xina)
- Hahnia cinerea Emerton, 1890 (Amèrica del Nord)
- Hahnia clathrata Simon, 1898 (Sud-àfrica)
- Hahnia corticicola Bösenberg & Strand, 1906 (Rússia, Xina, Corea, Taiwan, Japó)
- Hahnia crozetensis Hickman, 1939 (Crozet)
- Hahnia dewittei Bosmans, 1986 (Congo)
- Hahnia difficilis Harm, 1966 (Europa central)
- Hahnia eburneensis Jocqué & Bosmans, 1982 (Àfrica Occidental)
- Hahnia eidmanni (Roewer, 1942) (Bioko)
- Hahnia falcata Wang, 1989 (Xina)
- Hahnia flagellifera Zhu, Chen & Sha, 1989 (Xina)
- Hahnia flaviceps Emerton, 1913 (EUA)
- Hahnia gigantea Bosmans, 1986 (Central Àfrica)
- Hahnia glacialis Sørensen, 1898 (Holàrtic)
- Hahnia harmae Brignoli, 1977 (Tunísia)
- Hahnia hauseri Brignoli, 1978 (Illes Balears)
- Hahnia helveola Simon, 1875 (Europa)
- Hahnia heterophthalma Simon, 1905 (Argentina)
- Hahnia himalayaensis Hu & Zhang, 1990 (Xina)
- Hahnia inflata Benoit, 1978 (Kenya)
- Hahnia innupta Brignoli, 1978 (Bhutan)
- Hahnia insulana Schenkel, 1938 (Madeira)
- Hahnia isophthalma Mello-Leitão, 1941 (Argentina)
- Hahnia jocquei Bosmans, 1982 (Malawi)
- Hahnia laodiana Song, 1990 (Xina)
- Hahnia laticeps Simon, 1898 (Sud-àfrica)
- Hahnia lehtineni Brignoli, 1978 (Bhutan)
- Hahnia leopoldi Bosmans, 1982 (Camerun)
- Hahnia liangdangensis Tang, Yang & Kim, 1996 (Xina)
- Hahnia linderi Wunderlich, 1992 (Illes Canàries)
- Hahnia lobata Bosmans, 1981 (Sud-àfrica)
- Hahnia maginii Brignoli, 1977 (Paleàrtic)
- Hahnia major Benoit, 1978 (Kenya)
- Hahnia manengoubensis Bosmans, 1987 (Camerun)
- Hahnia martialis Bösenberg & Strand, 1906 (Japó)
- Hahnia mauensis Bosmans, 1986 (Kenya)
- Hahnia melloleitaoi Schiapelli & Gerschman, 1942 (Argentina)
- Hahnia michaelseni Simon, 1902 (Xile, Argentina, Illes Falkland)
- Hahnia microphthalma Snazell & Duffey, 1980 (Anglaterra, Alemanya, Hongria)
- Hahnia molossidis Brignoli, 1979 (Grècia)
- Hahnia montana (Blackwall, 1841) (Europa, Rússia)
- Hahnia mridulae Tikader, 1970 (Índia)
- Hahnia musica Brignoli, 1978 (Bhutan)
- Hahnia naguaboi (Lehtinen, 1967) (Puerto Rico)
- Hahnia nava (Blackwall, 1841) (Paleàrtic)
- Hahnia nigricans Benoit, 1978 (Kenya)
- Hahnia nobilis Opell & Beatty, 1976 (Mèxic)
- Hahnia obliquitibialis Bosmans, 1982 (Malawi)
- Hahnia okefinokensis Chamberlin & Ivie, 1934 (EUA)
- Hahnia ononidum Simon, 1875 (EUA, Canadà, Europa, Rússia)
- Hahnia oreophila Simon, 1898 (Sri Lanka)
- Hahnia ovata Song & Zheng, 1982 (Xina)
- Hahnia petrobia Simon, 1875 (Europa)
- Hahnia picta Kulczyn'ski, 1897 (Europa)
- Hahnia pinicola Arita, 1978 (Japó)
- Hahnia pusilla C. L. Koch, 1841 (Europa, Rússia)
- Hahnia pusio Simon, 1898 (Sri Lanka)
- Hahnia pyriformis Yin & Wang, 1984 (Xina)
- Hahnia rossii Brignoli, 1977 (Itàlia)
- Hahnia sanjuanensis Exline, 1938 (EUA, Mèxic)
- Hahnia schubotzi Strand, 1913 (Àfrica Central i Oriental)
- Hahnia sibirica Marusik, Hippa & Koponen, 1996 (Rússia, Xina)
- Hahnia simoni Mello-Leitão, 1919 (Brasil)
- Hahnia sirimoni Benoit, 1978 (Kenya)
- Hahnia spasskyi Denis, 1958 (Afganistan)
- Hahnia spinata Benoit, 1978 (Kenya)
- Hahnia tabulicola Simon, 1898 (Àfrica)
- Hahnia tatei (Gertsch, 1934) (Veneçuela)
- Hahnia thorntoni Brignoli, 1982 (Hong Kong)
- Hahnia tikaderi Brignoli, 1978 (Bhutan)
- Hahnia tortuosa Song & Kim, 1991 (Xina)
- Hahnia tuybaana Barrion & Litsinger, 1995 (Filipines)
- Hahnia ulyxis Brignoli, 1974 (Grècia)
- Hahnia upembaensis Bosmans, 1986 (Congo)
- Hahnia vangoethemi Benoit, 1978 (Kenya)
- Hahnia vanwaerebeki Bosmans, 1987 (Camerun)
- Hahnia veracruzana Gertsch & Davis, 1940 (Mèxic)
- Hahnia xinjiangensis Wang & Liang, 1989 (Xina)
- Hahnia yueluensis Yin & Wang, 1983 (Xina)
- Hahnia zhejiangensis Song & Zheng, 1982 (Xina)
- Hahnia zodarioides (Simon, 1898) (Sud-àfrica)

### Harmiella
Brignoli, 1979
- Harmiella schiapelliae Brignoli, 1979 (Brasil)

### Iberina
Simon, 1881
- Iberina ljovuschkini Pichka, 1965 (Rússia)
- Iberina mazarredoi Simon, 1881 (França)

### Intihuatana
Lehtinen, 1967
- Intihuatana antarctica (Simon, 1902) (Argentina)

### Kapanga
Forster, 1970
- Kapanga alta Forster, 1970 (Nova Zelanda)
- Kapanga festiva Forster, 1970 (Nova Zelanda)
- Kapanga grana Forster, 1970 (Nova Zelanda)
- Kapanga hickmani (Forster, 1964) (Illes Auckland)
- Kapanga isulata (Forster, 1970) (Nova Zelanda)
- Kapanga luana Forster, 1970 (Nova Zelanda)
- Kapanga mana Forster, 1970 (Nova Zelanda)
- Kapanga manga Forster, 1970 (Nova Zelanda)
- Kapanga solitaria (Bryant, 1935) (Nova Zelanda)
- Kapanga wiltoni Forster, 1970 (Nova Zelanda)

### Lizarba
Roth, 1967
- Lizarba separata Roth, 1967 (Brasil)

### Neoantistea
Gertsch, 1934
- Neoantistea agilis (Keyserling, 1887) (EUA, Canadà)
- Neoantistea alachua Gertsch, 1946 (EUA)
- Neoantistea caporiaccoi Brignoli, 1976 (Kashmir)
- Neoantistea coconino Chamberlin & Ivie, 1942 (EUA)
- Neoantistea crandalli Gertsch, 1946 (EUA)
- Neoantistea gosiuta Gertsch, 1934 (EUA)
- Neoantistea hidalgoensis Opell & Beatty, 1976 (Mèxic)
- Neoantistea inaffecta Opell & Beatty, 1976 (Mèxic)
- Neoantistea jacalana Gertsch, 1946 (Mèxic)
- Neoantistea janetscheki Brignoli, 1976 (Nepal)
- Neoantistea kaisaisa Barrion & Litsinger, 1995 (Filipines)
- Neoantistea lyrica Opell & Beatty, 1976 (Mèxic fins a Costa Rica)
- Neoantistea magna (Keyserling, 1887) (EUA, Canadà, Alaska)
- Neoantistea maxima (Caporiacco, 1935) (Kashmir)
- Neoantistea mulaiki Gertsch, 1946 (EUA, Mèxic)
- Neoantistea oklahomensis Opell & Beatty, 1976 (EUA)
- Neoantistea procteri Gertsch, 1946 (EUA)
- Neoantistea pueblensis Opell & Beatty, 1976 (Mèxic)
- Neoantistea quelpartensis Paik, 1958 (Rússia, Xina, Corea, Japó)
- Neoantistea riparia (Keyserling, 1887) (EUA)
- Neoantistea santana Chamberlin & Ivie, 1942 (EUA)
- Neoantistea spica Opell & Beatty, 1976 (Mèxic)
- Neoantistea unifistula Opell & Beatty, 1976 (Mèxic)

### Neoaviola
Butler, 1929
- Neoaviola insolens Butler, 1929 (Victòria)

### Neocryphoeca
Roth, 1970
- Neocryphoeca beattyi Roth, 1970 (EUA)
- Neocryphoeca gertschi Roth, 1970 (EUA)

### Neohahnia
Mello-Leitão, 1917
- Neohahnia chibcha Heimer & Müller, 1988 (Colòmbia)
- Neohahnia ernsti (Simon, 1897) (Saint Vincent, Veneçuela)
- Neohahnia palmicola Mello-Leitão, 1917 (Brasil)
- Neohahnia sylviae Mello-Leitão, 1917 (Brasil)

### Porioides
Forster, 1989
- Porioides rima (Forster, 1970) (Nova Zelanda)
- Porioides tasmani (Forster, 1970) (Nova Zelanda)

### Rinawa
Forster, 1970
- Rinawa bola Forster, 1970 (Nova Zelanda)
- Rinawa cantuaria Forster, 1970 (Nova Zelanda)
- Rinawa otagoensis Forster, 1970 (Nova Zelanda)
- Rinawa pula Forster, 1970 (Nova Zelanda)

### Scotospilus
Simon, 1886
- Scotospilus ampullarius (Hickman, 1948) (Tasmània)
- Scotospilus bicolor Simon, 1886 (Tasmània)
- Scotospilus divisus (Forster, 1970) (Nova Zelanda)
- Scotospilus maindroni (Simon, 1906) (Índia)
- Scotospilus nelsonensis (Forster, 1970) (Nova Zelanda)
- Scotospilus plenus (Forster, 1970) (Nova Zelanda)
- Scotospilus wellingtoni (Hickman, 1948) (Tasmània)
- Scotospilus Oestlandicus (Forster, 1970) (Nova Zelanda)

### Tuberta
Simon, 1884
- Tuberta maerens (O. P.-Cambridge, 1863) (Europa fins a Azerbaijan)
- Tuberta mirabilis (Thorell, 1871) (Itàlia)

### Willisus
Roth, 1981
- Willisus gertschi Roth, 1981 (EUA)